# 91. вечити дерби у фудбалу
91. вечити дерби у фудбалу је фудбалска утакмица одиграна у Београду 2. октобра 1992. године, између Црвене звезде и Партизана. Утакмица се завршила резултатом 1 : 1 (0 : 0)